# Jacques Boislève
Jacques Boislève, né en 1943 à Saint-Florent-le-Vieil, est un écrivain et journaliste français. Il est l'auteur d'une quinzaine d'ouvrages qui traitent de la Loire, de l'Anjou ou de l'écrivain Julien Gracq dont il fut une connaissance.

## Biographie
Après des études en histoire de l’art à la Sorbonne et en histoire à l’Institut catholique de Paris, il s’oriente vers le journalisme qu’il a exercé pendant plus de trente ans dans tout l’Ouest.
Jacques Boislève poursuit un travail de recherche en littérature dans le domaine historique, géographique et littéraire des terroirs et territoires, notamment l'univers de la Loire qui est son domaine de référence.
Il organise des promenades littéraires, participe à des communications dans des colloques, à des conférences, etc.
Jacques Boislève est membre de l’Académie de Bretagne, il participe à plusieurs conseils scientifiques (sur la Loire à Nantes, sur la langue française à Liré [les Lyriades], sur le patrimoine rural dans les Mauges). Il est membre du comité d’éthique auprès de la Mission Val de Loire de l'Unesco.
Il a dirigé en 2006 le numéro spécial de la revue 303 sur Julien Gracq.

## Œuvres (sélection)
- Le jour le plus long de la Vendée, Siloë (1988)
- La Loire vue du ciel, avec Yann Arthus-Bertrand, Chene (1992)
- Vert bocage, Siloë (2005)
- Pêcheurs de Loire entre Bretagne et Anjou, Laval, Siloë, 2005, 140 p.
- Paysages sonores, Le Petit Véhicule (2010)
- Faussement douce... la Loire : Ce que les écrivains nous disent du fleuve, Siloë (2011)
- Les Maisons Closes, Nantes, éditions C.M.D  (ISBN 978-2909826486)